# Petróc (Bogdánfalva)
Petróc (horvátul: Petrovci, ruszinul:Петровци, ukránul: Петрівці) ruszin nemzetiségű falu Horvátországban, Vukovár-Szerém megyében. Közigazgatásilag Bogdánfalvához tartozik.

## Fekvése
Vukovártól 8 km-re nyugatra, községközpontjától légvonalban 5, közúton 13 km-re délre, a Nyugat-Szerémségben fekszik.

## Története
A település már a középkorban is létezett. Első írásos említése 1435-ben „Petrouch” alakban Hermanvárának tartozékaként történt abban az oklevélben, melyben Alsáni Gergely fia János és felesége Klára asszony, Tallóci Matkó dalmát-horvát-szlavón bánra és testvéreire (Frank, Petko, Zovan), ruházták át a várat nagy terjedelmű uradalmával együtt. 1462-ben „Petrocz” néven a Tallóciak birtokai között szerepel. A települést 1526-ban, a közeli Valkóvár eleste után foglalta el a török. A török uralom alól 1691-ben szabadult fel végleg, Ezután előbb kamarai birtok volt, majd a vukovári uradalom részeként rövid ideig a Kuffstein, majd 1736-tól az Eltz család volt a birtokosa. A 19. század folyamán az akkor a Habsburg Birodalomhoz tartozó Galíciából nagyszámú ruszin családot telepítettek be.
Az első katonai felmérés térképén „Petrovcze” néven található. Lipszky János 1808-ban Budán kiadott repertóriumában „Petrovcze” néven szerepel. Nagy Lajos 1829-ben kiadott művében „Petrovcze” néven 89 házzal, 139 katolikus és 416 ortodox vallású lakossal találjuk.
A településnek 1857-ben 655, 1910-ben 1032 lakosa volt. Szerém vármegye Vukovári járásához tartozott. Az 1910-es népszámlálás adatai szerint lakosságának 76%-a ruszin, 20%-a szerb, 3%-a horvát anyanyelvű volt. A település az első világháború után az új szerb-horvát-szlovén állam, majd később (1929-ben) Jugoszlávia része lett. 1941 és 1945 a Független Horvát Államhoz tartozott, majd a szocialista Jugoszlávia fennhatósága alá került. 1991-től a független Horvátország része. 1991-ben lakosságának 57%-a ruszin, 18%-a ukrán, 13%-a szerb, 5%-a horvát, 3%-a jugoszláv nemzetiségű volt. A településnek 2011-ben 864 lakosa volt.

## Gazdaság
A helyi gazdaság alapja a mezőgazdaság és az állattenyésztés.

## Népessége
| Lakosság változása | Lakosság változása | Lakosság változása | Lakosság változása | Lakosság változása | Lakosság változása | Lakosság változása | Lakosság változása | Lakosság változása | Lakosság változása | Lakosság változása | Lakosság változása | Lakosság változása | Lakosság változása | Lakosság változása | Lakosság változása |
| ------------------ | ------------------ | ------------------ | ------------------ | ------------------ | ------------------ | ------------------ | ------------------ | ------------------ | ------------------ | ------------------ | ------------------ | ------------------ | ------------------ | ------------------ | ------------------ |
| 1857               | 1869               | 1880               | 1890               | 1900               | 1910               | 1921               | 1931               | 1948               | 1953               | 1961               | 1971               | 1981               | 1991               | 2001               | 2011               |
| 655                | 802                | 863                | 943                | 1.054              | 1.032              | 1.129              | 1.269              | 1.310              | 1.307              | 1.448              | 1.399              | 1.357              | 1.289              | 988                | 864                |

## Nevezetességei
- Urunk mennybemenetele tiszteletére szentelt szerb pravoszláv templomát 1769-ben építették. A parókiához tartoznak Ivanóc és Újjankovce pravoszláv hívei is.
- A Legszentebb Istenanya görögkatolikus plébániát 1837-ben alapították. A plébániatemplomot 1855-ben építették, 1939-ben megújították. A plébánia a Kőrösi görögkatolikus püspökséghez tartozik. A templomot a horvátországi háború idején súlyos károk érték, ezért újjá kellett építeni.
- A főutcán letelepedett Burčak család 1935-ben a régi helyére új házat épített,[7] amely kifejező kék homlokzatával tűnik ki. Ritka példája a szecessziós (art deco) polgári stílusban készült fennmaradt épületeknek, kiegészítve a hagyományos építészet elemeivel. A földszintes ház az utca szabályozási vonalára épült, hosszúkás "L" alaprajzú épület. Az utcai homlokzatot középen sekély rizalit tagolja. A homlokzat melyek mezőit jellegzetes ablaknyílások díszítik. A homlokzat felületeit teljes egészében Romániában készült kék és zöld árnyalatú kerámia csempékkel burkolták, melyek mérete 14x7 cm. A főhomlokzat felett, tetőtér szintjén betonból készült, csipkésen áttört formájú attika látható, ruszin felirattal, az építtető Michal Burčak nevével. Az oldalhomlokzat magas téglaoromzattal, fogakkal és körablakokkal van díszítve. A ház főbejárata díszes, dupla faajtóval rendelkezik. A tágas tornác a ház teljes hosszában húzódik, részben befalazva, részben nyitottan, profilozott fővel kialakított oszlopokkal, mintás festőhengerrel festve. A tornác padlózata méhsejt alakú járólappal burkolt, a szobák fapadlósak síkmennyezetűek, fehér profilozott ácsmunkákkal, beépített ajtókkal és ajtófélfákkal, valamint eredeti vasalatokkal.

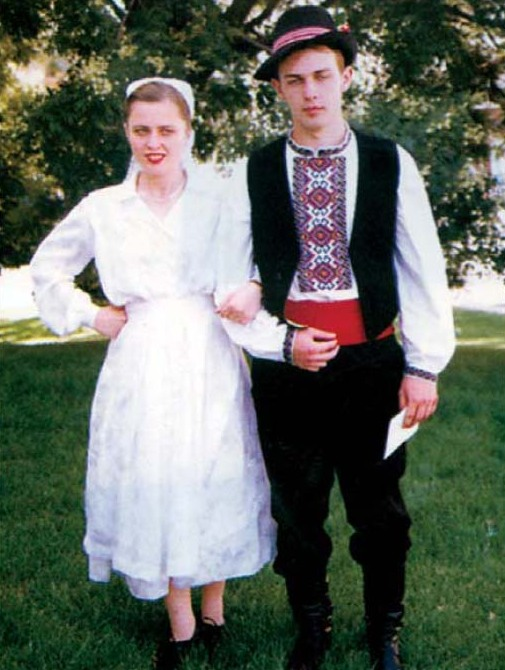
Petróci ruszin népviselet

## Kultúra
A szervezett kulturális és művészeti tevékenység a faluban a Ruszin Népművelési Társaság keretében indult meg 1919-ben. A társaság színházi előadásokat, kórusfellépéseket, táncos rendezvényeket és egyéb kulturális eseményeket szervezett. Az elmúlt 90 évben a kulturális, oktatási és művészeti tevékenységet szekciókon keresztül valósították meg:
- kórus szekció (férfi, női, vegyes)
- folklórcsoport (általános iskolások, középiskolások és a felnőtt táncosok csoportja)
- színjátszócsoport (vegyes)
- a ruszin és az ukrán dalok vokális előadásai
- népizenekar
- könyvtár és olvasóterem

A falu mai kulturális egyesületei:
- KUD „Joakim Hardi” Petrovci kulturális és művészeti egyesület.
- Klub Mladih „Petrovci” ifjúsági egyesület
- KUD „Rusnak” Petrovci kulturális és művészeti egyesület

„Petrovačko zvono” ruszin és ukrán kulturális fesztivál. A fesztivált a Horvátországi Ruszinok és Ukránok Szövetsége szervezésében tavasz végén rendezik meg.

## Sport
- Az NK Petrovci labdarúgóklubot 1925-ben alapították. A csapat a megyei 3. ligában szerepel. Korábbi neve NK Zvijezda (NK Zvezda) illetve NK Hvizda volt.
- SK „Petrovci” asztaliteniszklub
- ŠRU „Dragovoljac” sporthorgász egyesület

## Egyesületek
A PEWiFi Petrovci vezeték nélküli hálózatok és internetfelhasználók szövetségének a célja egy vezetéknélküli informatikai hálózat kiépítése és fejlesztése, az informatikaorientált emberek összekapcsolása abban a környezetben, amelyben működik.